# Буднянський
Буднянський (рос. Буднянский) — село в Спас-Деменському районі Калузької області Російської Федерації.
Населення становить 191 особу. Входить до складу муніципального утворення Село Буднянський.

## Історія
Від 2004 року входить до складу муніципального утворення Село Буднянський

## Населення
| 2002 | 2007 | 2010 |
| ---- | ---- | ---- |
| 263  | ↘214 | ↘191 |